# Bobotov Kuk
A Bobotov Kuk hegycsúcs a Durmitor legmagasabb csúcsa a maga 2523 méteres tengerszint feletti magasságával. A hegycsúcs Montenegróban található a Durmitor Nemzeti Park területén. Korábban azt feltételezték, hogy e hegycsúcs Montenegró legmagasabb hegye, ugyanakkor kutatások kiderítették, hogy a montenegrói-albán határ közelében van három magasabb hegycsúcs, a Zla Kolata (2534 m), a Kolac (2528 m), az Osni Vrh (2524 m). A Bobotov Kuk hegycsúcsról jól megfigyelhetőek Montenegró magaslatai és ezeken túl tiszta időben látszik innen a Kopaonik, a Lovćen és a Tara-hegy Szerbiában, a Maglić Bosznia-Hercegovinában, valamint az Adriai-tenger.
A hegycsúcs dominanciája 95 kilométer. A dominancia jelentése hegycsúcsoknál az, hogy az adott hegycsúcs magasságával megegyező, vagy azt meghaladó hegycsúcs megtalálásához mekkora sugarú körben nincs hasonlóan magas hegy. A Maja Lagojvet fekszik a Bobotov Kukhoz legközelebb, amely magasabb nála a maga 2540 méteres tengerszint feletti magasságával.
Az első megmászás az osztrák térképész, Oscar Baumann nevéhez fűződik, aki 1883-ban jutott fel a csúcsra. Az első szervezett hegymászócsapat 1926-ban érkezett a Durmitor-hegységbe Zágrábból. 1931-ben osztrák hegymászók végrehajtották az első sikeres téli mászást is a hegyen, amikor is a Bezimeni Vrh csúcs felől jutottak fel a hegy tetejére.

## Fordítás
Ez a szócikk részben vagy egészben  a   Bobotov Kuk című angol Wikipédia-szócikk ezen változatának fordításán alapul.  Az eredeti cikk szerkesztőit annak laptörténete sorolja fel. Ez a jelzés csupán a megfogalmazás eredetét és a szerzői jogokat jelzi, nem szolgál a cikkben szereplő információk forrásmegjelöléseként.